# شنگاوکا (شهرستان زگوژلتس)
شنگاوکا (به لهستانی:  Sieniawka) یک روستا در لهستان است که در گمینا بوگاتنگا واقع شده‌است. شنگاوکا ۶۷۸ نفر جمعیت دارد.